# Monastische Familie von Betlehem, der Aufnahme Mariens in den Himmel und des heiligen Bruno

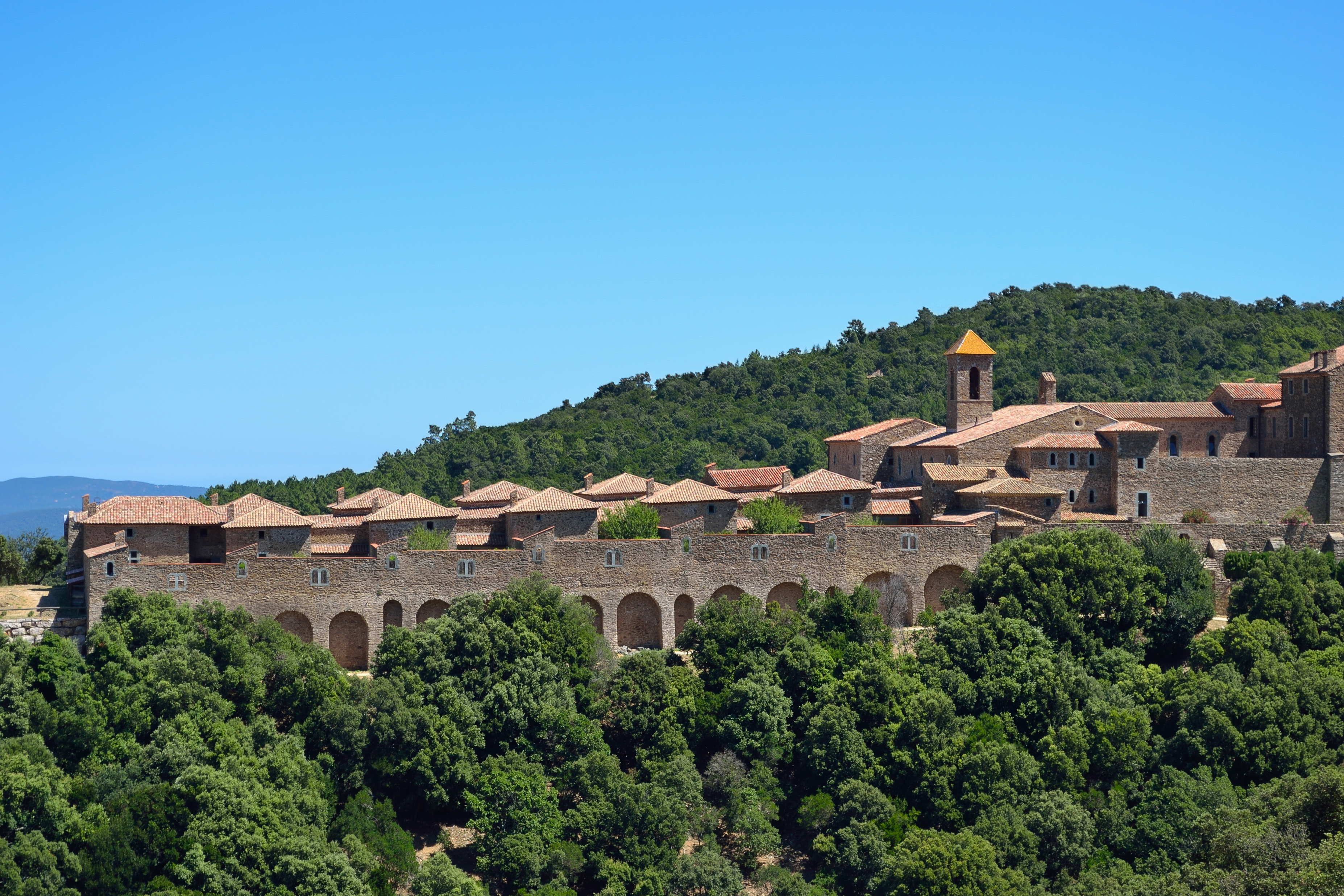
Das mittlerweile von Bethlehemschwestern besiedelte Kloster Unserer Lieben Frau von der Gnade (Chartreuse de la Verne) in Frankreich

Die Monastische Familie von Betlehem, der Aufnahme Mariens in den Himmel und des heiligen Bruno  ist eine kontemplative, monastische Ordensgemeinschaft in der Tradition des Kartäuserordens. Häufig wird kurz von den Betlehemschwestern und Betlehembrüdern oder den Schwestern oder Brüdern von Betlehem gesprochen.

## Entstehung
Als am 1. November 1950 auf dem Petersplatz in Rom Papst Pius XII. das Dogma von der leiblichen Aufnahme Mariens in den Himmel verkündete, vernahmen „einige französische Pilger […] den Anruf, alles daran zu setzen, damit neue Gemeinschaften in der Kirche entstehen können. Deren Berufung wird es sein, durch ein Leben der Anbetung des Vaters im Geist und in der Wahrheit teilzuhaben am Leben der Muttergottes, die im Herzen der Dreifaltigkeit wohnt.“ Dem folgte die Gründung einer Gemeinschaft geweihter Frauen, um „in aller Stille ‚dieses Projekt der Jungfrau Maria’ zu leben.“ Im Februar 1951 lud Frédéric Lamy, Erzbischof von Sens, sie in seine Diözese ein und sie ließen sich in Chamvres bei Joigny nieder.
Am 6. Oktober 1976, dem Fest Brunos, des Gründers der Kartäuser, empfingen die ersten Brüder in der Kapelle Unserer Lieben Frau von Casalibus im Gebirgsmassiv der Chartreuse im Osten Frankreichs den Habit. Sie ließen sich im Kloster von Currière-en-Chartreuse in der Nähe der Großen Kartause nieder, wo sie das gleiche Leben führen wie die Monialen, jedoch in einer von ihnen getrennten Gemeinschaft.
Am 24. Juni 1986 wurde der weibliche Zweig der Monastischen Familie von Betlehem bischöflich anerkannt, am 25. März 1992 erfolgte dies für den männlichen Zweig. Am 16. Oktober 1998 erließ Johannes Paul II. schließlich das Dekret über die Errichtung nach päpstlichem Recht.

## Leben

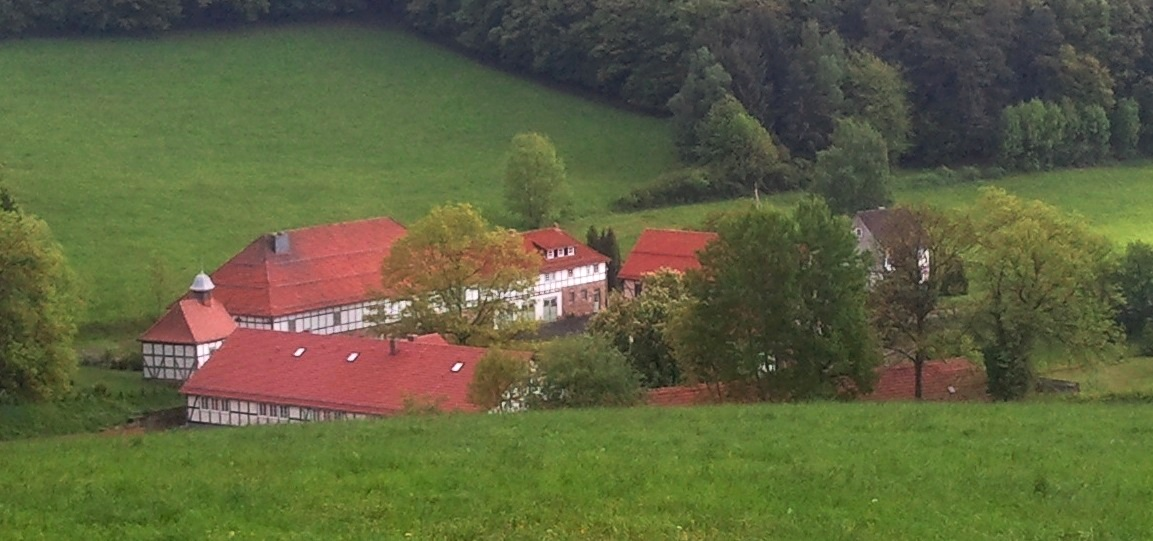
Kloster Marienheide in Wollstein im Bistum Fulda

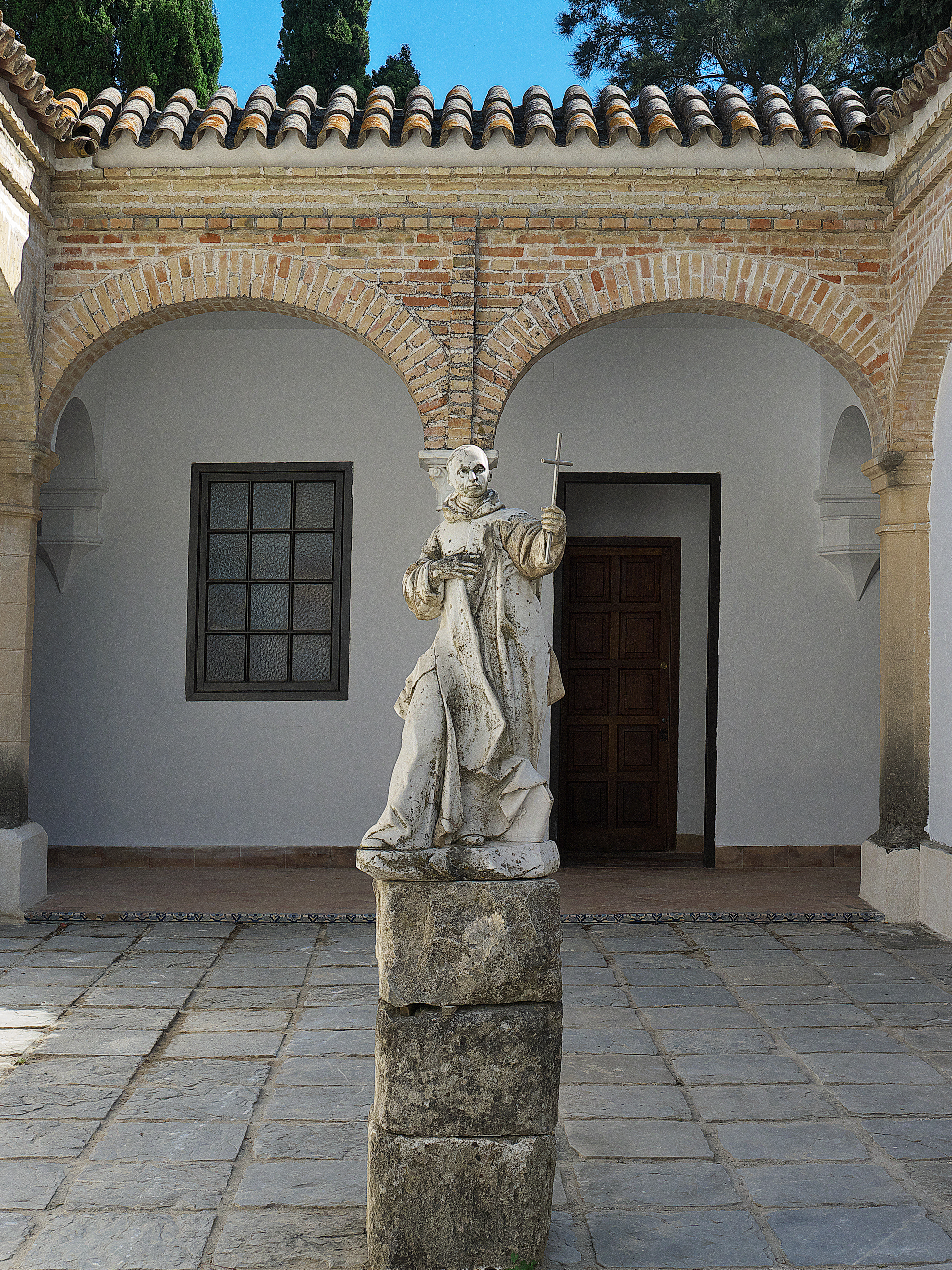
Kloster de la de Nuestra Señora de la Defensión der Bethlehemschwestern in Jerez de la Frontera (Spanien)

Die Ordensgemeinschaft lehnt sich an das Vorbild der Kartäuser an, ihre Mitglieder tragen den kartusianischen Habit. Das monastische Leben findet seine Gestalt im Hören auf das Evangelium, in der Liebe, in der Einsamkeit, im liturgischen Leben sowie in Studium, Arbeit und den evangelischen Räten. 
Mönche und Nonnen beten, arbeiten, studieren, essen und schlafen in der Zelle. Zweimal täglich versammeln sie sich in der Kirche. Um 6:45 Uhr wird in der Kirche die Matutin gefeiert. Um 17:00 Uhr folgt die Vesper und um 17:30 Uhr die heilige Messe. Die anderen fünf Tagzeiten des Stundengebets werden in der Zelle gehalten. Samstags findet das Kapitel statt, sonntags gibt es einen dreistündigen gemeinsamen Spaziergang, ein gemeinschaftliches Mahl sowie das sogenannte geschwisterliche Treffen.
Mit Ausnahme der heiligen Messe ist die Liturgie vom byzantinischen Ritus geprägt. So gehören Metanien, Troparien und Hymnen zum festen Bestand liturgischer Feiern.  Die Monastische Familie von Betlehem pflegt enge Kontakte zu den Ostkirchen.
Im Unterschied zu den Kartäusern finden Gäste im Rahmen vom „Evangeliumsmonaten“ für einen Monat Aufnahme in den Klöstern, sodass sich teilweise viele Nichtordensangehörige im Gästebereich des Klosters befinden. Einzelne Häuser bieten Einkehrtage an. Das Kloster Notre-Dame de Clémence La Verne kann besichtigt werden.
Die Ordensgemeinschaft finanziert sich unter anderem durch kunsthandwerkliches Schaffen. Die Arbeiten werden teilweise in eigenen Geschäften vertrieben.

## Klöster
Mehr als 600 Nonnen und etwa 70 Mönche leben in 30 Frauen- und 3 Männerklöstern.

### Klöster der Betlehemschwestern
- 1967 – Monastère de Notre-Dame de la Gloire-Dieu – Les Montvoirons, Boëge (Bistum Annecy)
- 1968 – Monastère de Notre-Dame de la Présence de Dieu – Rue Mesnil, Paris 16. Arr. (Erzbistum Paris)
- 1970 – Monastère de Notre-Dame de Bethléem – Poligny, Nemours (Bistum Meaux)
- 1971 – Monastère de Notre-Dame de l’Unité – Pugny (Erzbistum Chambéry)
- 1974 – Monastère de Notre-Dame du Buisson Ardent – Currier-en-Chartreuse, Saint-Laurent-du-Pont (Bistum Grenoble-Vienne)
- 1977 – Monastère de Notre-Dame de Pitié – Mougères, Caux (Hérault) (Erzbistum Montpellier)
- 1978 – Monastère de Notre-Dame du Torrent de Vie – Le Thoronet (Bistum Fréjus-Toulon)
- 1981 – Monastero della Madonna del Deserto – Monte Camporeggiano, Mocaiana (Bistum Gubbio)
- 1982 – Monastère de Notre-Dame d‘Adoration – Le Val Saint Benoît, Épinac (Bistum Autun)
- 1982 –  Monastère de Notre-Dame de Clémence – La Verne, Collobrières (Bistum Fréjus-Toulon)
- 1985 – Monastère de Notre-Dame de l’Assomption – Bet Dschemal (Lateinisches Patriarchat von Jerusalem)
- 1985 – Kloster Maria im Paradies – Kinderalm, Sankt Veit im Pongau (Erzbistum Salzburg)
- 1985 – Monasterio de Santa María Reina – Sigena, Villanueva de Sigena (Bistum Barbastro-Monzón)
- 1987 – Monastery of Bethleem – Our Lady of Lourdes Camp Road, Livingston Manor, Sullivan County (New York) (Erzbistum New York)
- 1988 – Monastère de l’Assunta Gloriosa – Sari (Bistum Ajaccio)
- 1991 – Monastère de Notre-Dame du Saint Désert en Chartreuse, Saint-Laurent-du-Pont (Bistum Grenoble-Vienne)
- 1991 – Kloster Marienheide – Wollstein (Bistum Fulda)
- 1992 – Monasterio de Santa María en la Santísima Trinidad – Merlo, Provinz San Luis (Bistum San Luis)
- 1993 – Monastère de Sainte Marie Reine des coeurs – Chertsey, Matawinie (Bistum Joliette)
- 1994 – Aušrines Marijos Vienuolynas Paparčiai (Kloster Maria Morgenstern) – Paparčiai, Rajongemeinde Kaišiadorys (Bistum Kaišiadorys)
- 1998 – Monaster Najświętszej Dziewicy na Pustyni – Szemud (Erzbistum Danzig)
- 1998 – Monastère du Désert de l’Immaculée – Saint-Pé-de-Bigorre (Bistum Tarbes und Lourdes)
- 1999 – Klooster Onze Lieve Vrouw van het Fiat Opgrimbie – Zutendaal (Bistum Hasselt)
- 1999 – Monasterio de Santa María del Paraiso – Casilla, Casablanca (Bistum Valparaíso)
- 2002 – Monasterio de la Cartuja Nuestra Senora de la Defension – Jerez de la Frontera (Bistum Cádiz y Ceuta)
- 2004 – Monastery of Bethlehem, of the Assumption of the Virgin, and of Saint Bruno – Paphos (Lateinisches Patriarchat von Jerusalem)
- 2006 – Monastère de Lavra Netofa – Lavra Netofa, Deir Hanna, Nordbezirk (Israel) (Lateinisches Patriarchat von Jerusalem), ursprünglich, von der Gründung 1963 durch Ya’akov Willebrands (Jacob Willebrands, 1918–2005)[13] bis zum Tod ihres Gründers von Mönchen bewohnt.[14]
- 2009 – Sanctuaire Notre-Dame de Palestine de Deir Rafat – Bet Schemesch (Lateinisches Patriarchat von Jerusalem)
- 2011 – Monasterio de las Monjas de Belén – Tlaquiltenango, Morelos (Bistum Cuernavaca)
- 2013 – Mosteiro de Nossa Senhora do Rosário – Couço, Coruche (Erzbistum Évora)
- In Jordanien und in Mexiko werden Gründungen vorbereitet.

### Klöster der Betlehembrüder
- 1976 – Monastère de l’Assomption Notre-Dame – Currière-en-Chartreuse, Saint-Pierre-de-Chartreuse (Bistum Grenoble-Vienne)
- 1989 – Monastero dell’Assunta Incoronata – Monte Corona, Umbertide (Erzbistum Perugia-Città della Pieve)
- 1999 – Monastère de Notre-Dame de Maranatha – Bet Schemesch (Lateinisches Patriarchat von Jerusalem)

## Ordensobere nach kirchlichem Recht
Bis zur päpstlichen Approbation unterstand der Orden kirchlichem Recht gemäß immer einem Ortsbischof, seither dem Papst.
- 1953–1967 Alexandre-Charles Renard, Bischof von Versailles
- 1967–1976 André-Georges Bontems, Erzbischof von Chambéry, Maurienne und Tarentaise
- 1976–1998 Gabriel-Marie-Joseph Matagrin, Bischof von Grenoble-Vienne